# Der Tag der Kobra
Der Tag der Cobra (Originaltitel: Il giorno del cobra) ist ein 1980 veröffentlichter Poliziottesco mit Franco Nero in der Hauptrolle. Regie führte Enzo G. Castellari.

## Handlung
Lorenzo Stanziani hat ein Detektivbüro in San Francisco. Eines Tages besucht ihn sein ehemaliger Vorgesetzter Goldsmith. Stanziani arbeitete früher für das FBI, wurde jedoch im Zuge einer Ermittlung unverschuldet selber wegen Drogenhandels zu einer Haftstrafe verurteilt. Goldsmith bietet Stanziani eine Rehabilitierung an: Stanziani soll den Boss des Drogenhandels Kandinsky in Genua fassen. Stanziani nimmt den Auftrag an. In Genua macht er sich auf die Suche nach Kandinsky. Doch nicht nur Kandinsky hat ein Auge auf Stanziani geworfen, auch die Männer des Spediteurs Papasian beobachten ihn.
Stanziani beginnt eine Affäre mit der Nachtklubtänzerin Brenda. Es stellt sich heraus, dass Papasian und Kandinsky den Drogenhandel in Genua unter sich aufgeteilt haben. Stanziani will aber auch die Hintermänner aufdecken. Stanzianis Sohn kommt bei einer Entführung durch Männer von Brenda ums Leben. Nach der Ermordung Kandinskys und Papasians durch Killer von Brenda tötet Stanziani Brenda aus Rache. Brenda gesteht vor ihrem Tod, die Befehle von Goldsmith bekommen zu haben. Goldsmith war als oberster Ermittler für Drogendelikte des FBI gleichzeitig selbst Chef eines Syndikats. Auch die Verurteilung von Stanziani hatte Goldsmith veranlasst, um sein Unternehmen zu tarnen. Stanziani fährt zu Goldsmith nach San Francisco und tötet ihn.

## Wissenswertes
- Carlo Gabriel Sparanero spielt im Film den Sohn von Franco Nero. Er ist auch tatsächlich der Sohn von Franco Nero und Vanessa Redgrave.
- Im Film hat Enzo G. Castellari einen Cameo-Auftritt.
- Sybill Danning spielte auch in den Filmen Kennwort: Salamander und Sam Marlow, Privatdetektiv die Partnerin von Nero.
- Der Film erinnert in mehreren Details an Tote Zeugen singen nicht.
- Die Titelmusik wurde von dem Rapper The Alchemist in dem Song „Pimp Squad“ wiederverwendet.

## Kritik
- „Der Tag der Cobra ist technisch sauberes Kino. Der Film leidet etwas an seiner Anbiederung an amerikanische Sehgewohnheiten.“[1]
- Das Lexikon des internationalen Films befand: „Spannungsreicher Krimi mit Brutaleffekten und einer bedenklichen Sympathieführung für Selbstjustiz.“[2]